# Manifeste de conscience africaine
 (novembre 2016).
Le manifeste de conscience africaine est le début de la prise de conscience nationale congolaise. Il est l’œuvre d’un groupe d’intellectuels congolais, appartenant aux « évolués ». Il consiste en une réaction favorable au plan de trente ans de Jef Van Bilsen, qui propose une émancipation progressive du Congo. Il met l’accent sur deux principes : « revendication et défense de l’unité nationale » et « exaltation de la nation ». La publication se veut un acte pacifique.

## Cadre historique
En 1945, le Congo sort endurci de la seconde guerre mondiale. Le Gouvernement belge dirige la colonie depuis Londres. Alors que la Belgique est occupée, la colonie tient bon. Elle fait l’expérience de l’autonomie. La propagande de l’époque est démentie car la Belgique est dans une position de faiblesse, au contraire du Congo. Il en profite pour accroître son marché, en devenant une source de matières premières essentielles pour les alliés qui viennent y chercher plusieurs ressources comme notamment du caoutchouc, de l’étain, de l’huile de palme ou encore les minerais stratégiques (UMHK). Le Royaume-Uni devient le premier partenaire commercial du Congo. Si la Belgique sort victorieuse, elle doit tout de même faire face à plusieurs révoltes.
Après la guerre, la Belgique se sent menacée dans sa maîtrise de la colonie. Les intentions des États-Unis dans ses rapports au continent africain sont suspectées de cacher, derrière un discours anticolonial, des ambitions économiques personnelles pour le continent. Ce sentiment est renforcé en 1949 par la création de l’African Affairs Society of America. Au même moment, l’ONU souhaite également intervenir au sein des colonies. La Belgique mène alors une politique civilisatrice au Congo pour prouver à la communauté internationale que sa gestion est bénéfique à la colonie.
En Belgique il y a un débat sur le devenir du Congo qui oppose conservateurs et progressistes. En 1954, le PSC perd les élections et Auguste Buisseret est nommé ministre des colonies. C’est donc un gouvernement libéral socialiste qui est au pouvoir, proposant une politique coloniale originale. Il ouvre notamment l’enseignement officiel aux Congolais ainsi que l’éducation aux femmes. Une crainte s’élève alors dans la frange catholique, celle des idées nouvelles et de l’arrivée des partis belges au Congo.
En 1955, le voyage du Roi Baudoin est perçu comme un succès au Congo puisqu’il arrive à rapprocher le peuple belge et congolais. Il se développe au travers de figures telles que Pétillon l’idée d’une communauté belgo-congolaise. En réaction au débat sur le Congo, Jef Van Bilsen (1913-1996), docteur en droit et professeur à l’université de Louvain, publie en 1955 un plan visant à l’émancipation politique réelle. Il cherche à créer une union fédérale belgo-congolaise. Les répercussions de ce plan vont être diverses, tant en Belgique qu’au Congo. Tout d’abord, sur les terres belges, les conservateurs vont l’attaquer, le considérant trop téméraire et inadéquat avec l’esprit belge. Très vite, en juin 1956, l’Eglise adhère à cette émancipation à la suite de la rédaction d’une déclaration réalisée par les évêques congolais. Ensuite, au Congo, le plan a l’effet d’une « bombe » dans les espaces urbains de Léopoldville. Il provoque la publication d’un manifeste par des jeunes Congolais soutenus par des enseignants de l’université catholique Lovanium : Le Manifeste de conscience africaine. Ils désirent « l’émancipation progressive mais totale » du Congo, mais de manière pacifique et sans rixes avec la Belgique.

## Le Manifeste
Le manifeste est rédigé sur le modèle ecclésiastique d’une lettre pastorale ou encyclique. Il est composé de 13 points et se résume pour l’essentiel en deux parties. La première est une adresse aux Belges et aux institutions coloniales. Elle refuse l’assimilation du Congo à la Belgique et réclame son indépendance. Elle soutient le Plan Van Bilsen pour une émancipation progressive, à condition que les Congolais y soient associés. Il s’oppose à une communauté belgo-congolaise: il est important que la Belgique mène une action civilisatrice mais la spécificité congolaise doit être conservée. Le manifeste espère donc une synthèse originale et la création d’une fraternité entre deux États indépendants et égaux. La seconde partie s’adresse aux Congolais eux-mêmes. Elle demande l’union de tous les Congolais pour arriver à l’indépendance tout particulièrement sur le plan idéologique. En effet, le Congo est alors divisé par différents courants religieux. Un dialogue œcuménique doit se mettre en place afin de remplir les objectifs recherchés.  
La rédaction du manifeste est poussée par les catholiques dont l’abbé Malula qui parraine la revue. Parmi les autres membres du groupe « Conscience africaine » auteur du manifeste, on compte notamment José Lobeya, Eugène Kabamba et Joseph Iléo. 
Le manifeste préconise de s’organiser sous forme d’un mouvement nationaliste et non sous forme de partis comme en Belgique. En effet, l’existence de partis suppose la lutte entre ceux-ci mais aussi qu’il existe une différence entre les membres et non-membres. Or le mouvement se veut transcendant et intéresse l’ensemble de la population.

## Réception et réponses
L’alliance des Bakongo rédigera un contre manifeste en montrant leurs désaccords avec le premier. Il rejette le plan Van Bilsen jugé trop lent et exige une émancipation immédiate.
Il critique aussi l’absence de partis politiques et la mise en place d’un mouvement national. Pour eux il est impossible de trouver une opinion unanime alors que le multi-partisme participe à la construction de la démocratie.
Pour elle, une communauté belgo-congolaise est inenvisageable car le Congo est exploité temporairement par les Blancs et, ayant des intérêts différents, si ces derniers devaient s’y installer sur la durée, cela donnerait l’impression d’introduire un peuple discriminatoire. Du point de vue socio-économique, l’ABAKO rejette une nouvelle fois les idées du Manifeste. Elle considère que les entreprises semi-publiques doivent être nationalisées car on a formé personne en tant que cadre supérieur. 